# Oratoire de Brousse-le-Château
L'oratoire de Brousse-le-Château est un oratoire situé à Brousse-le-Château, en France.

## Localisation
Dans le quart sud-ouest du département de l'Aveyron, l'oratoire est situé à l'intérieur du village de Brousse-le-Château, dans le cimetière attenant à l'église Saint-Jacques-le-Majeur, au sud de celle-ci. Il domine le Tarn d'une vingtaine de mètres.
Il ne faut pas le confondre avec un autre oratoire situé à proximité de l'église Saint-Martin et qui daterait du XVe siècle.

## Description
L'oratoire est un petit édifice de forme carrée d'environ 4,50 mètres de côté, entouré de petits murets. Sur ceux-ci, aux quatre angles, des piliers ronds supportent le toit de lauzes, surmonté d'un épi de faîtage. À l'intérieur a été érigée une croix de pierre au centre de l'oratoire.

## Historique
L'édifice pourrait dater du XVIIe ou du XVIIIe siècle.
L'édifice est inscrit au titre des monuments historiques le 13 mai 1937.

## Photothèque

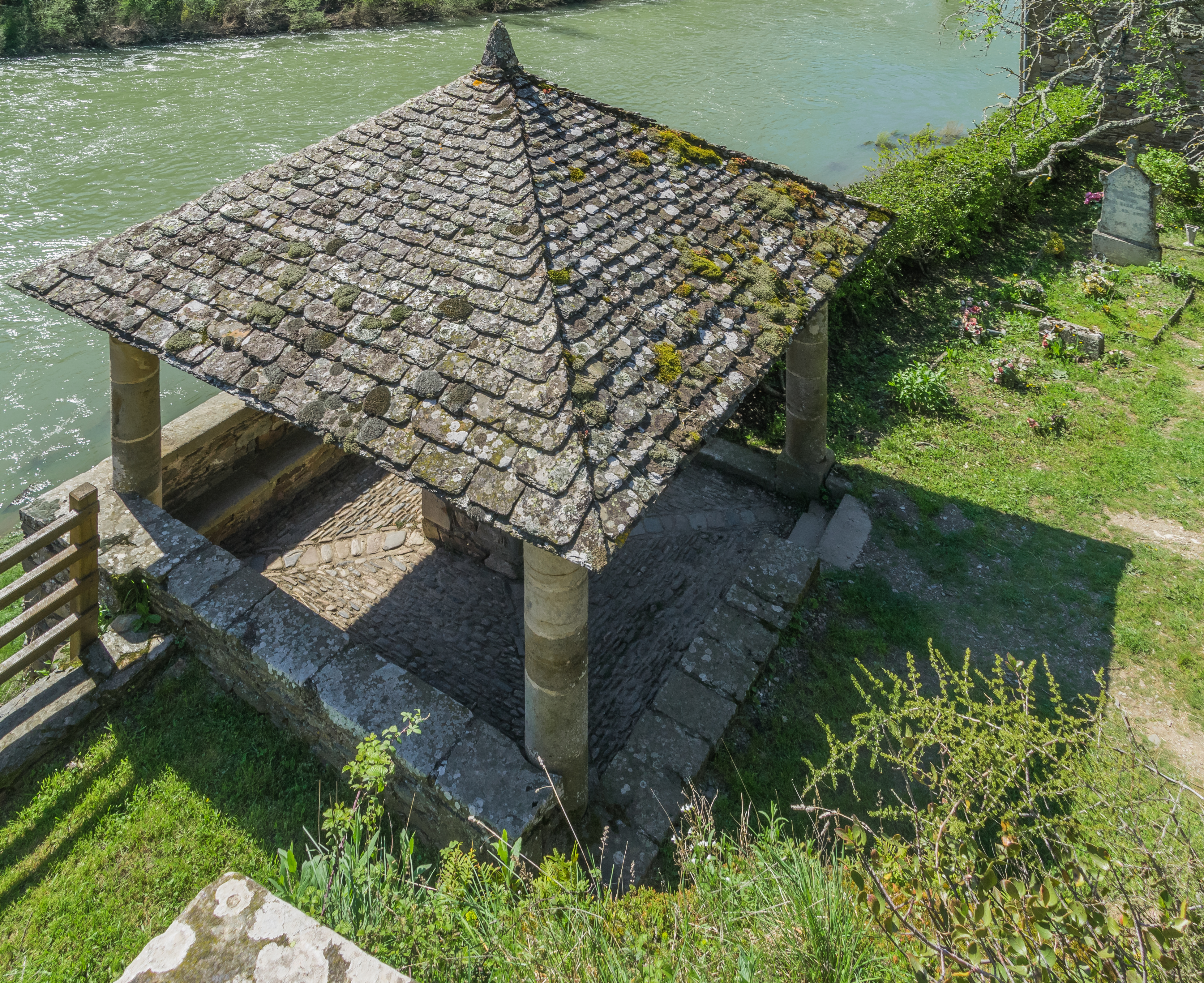
L'oratoire vu d'en haut.
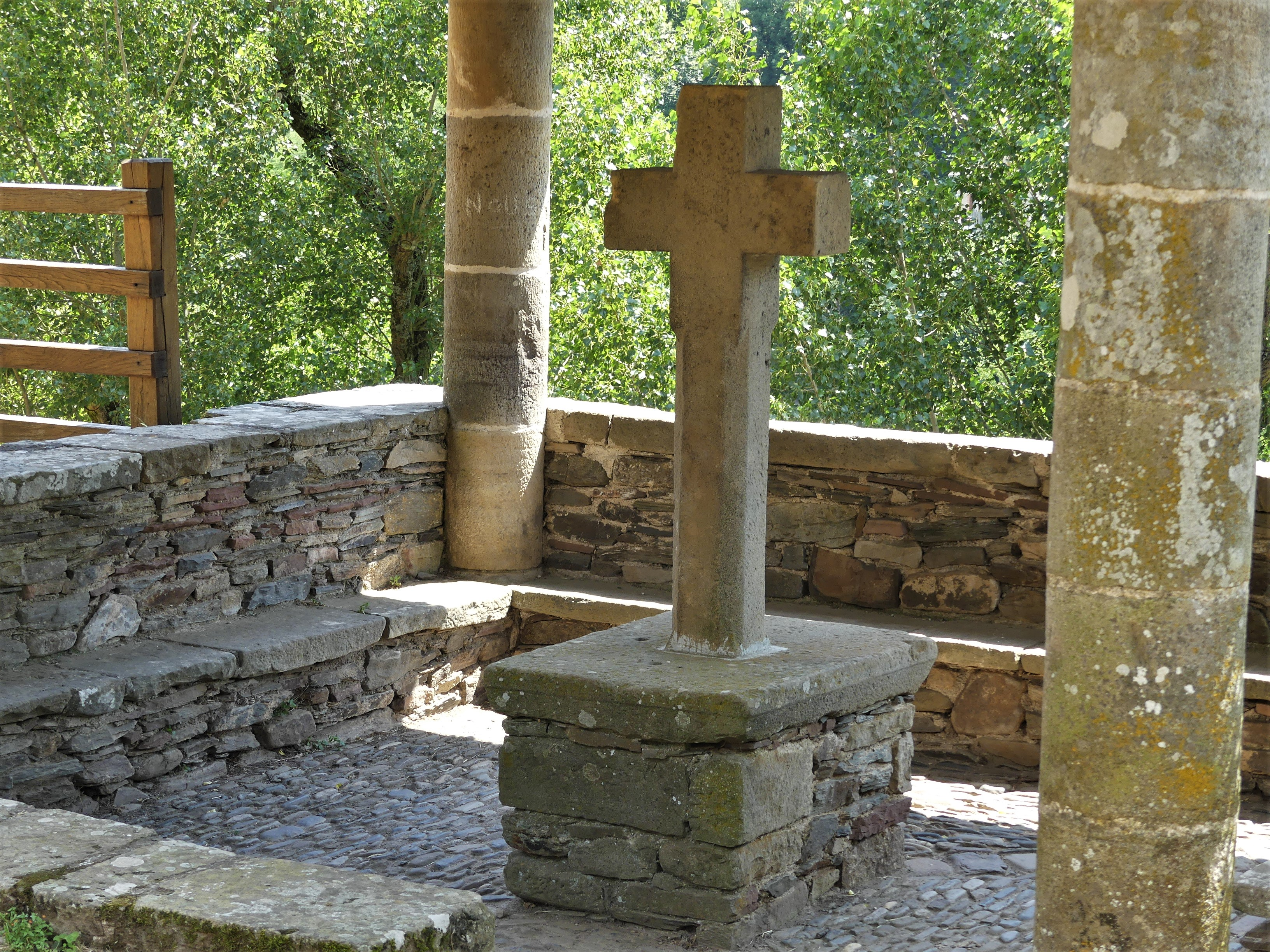
La croix intérieure.
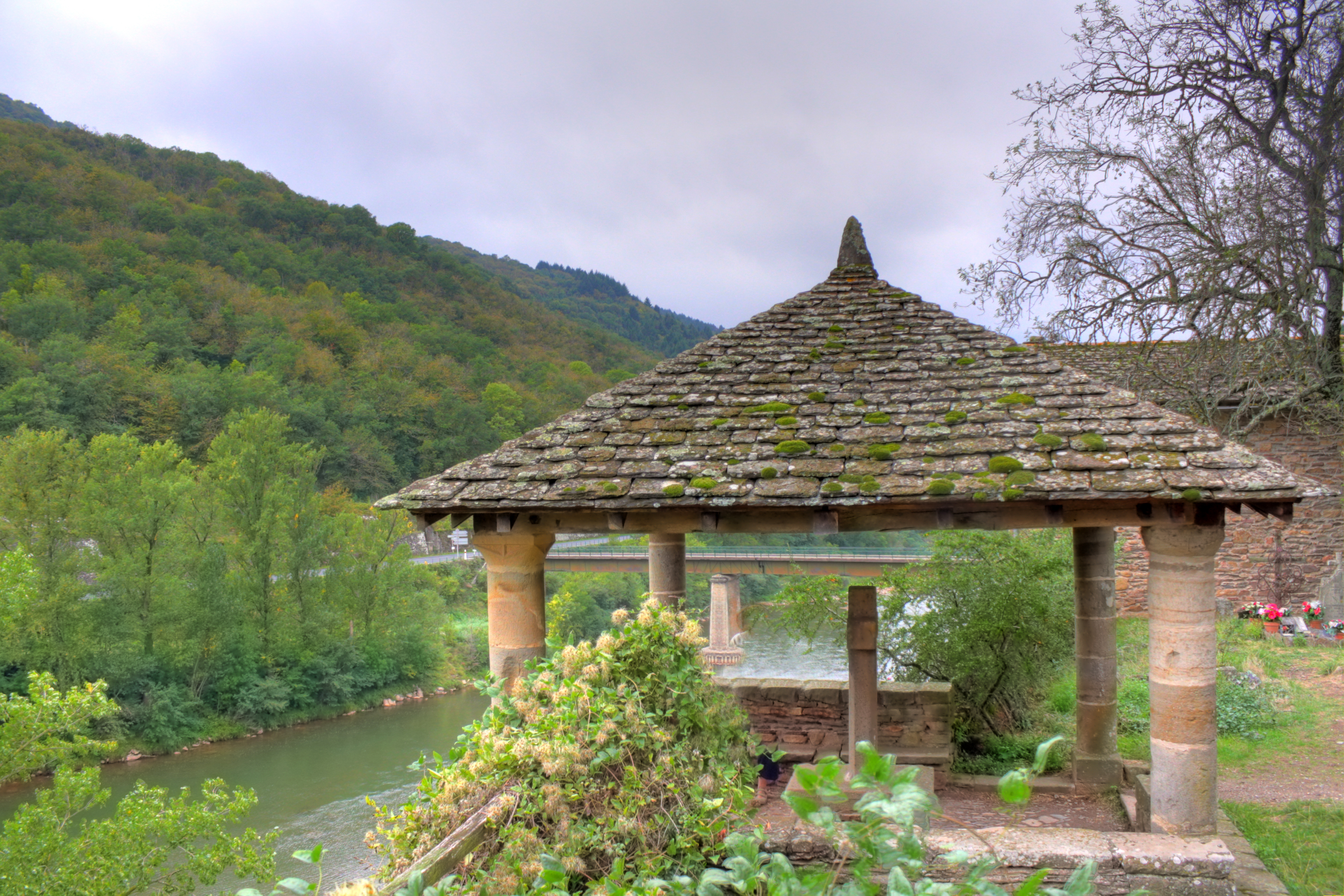
L'oratoire domine le Tarn.
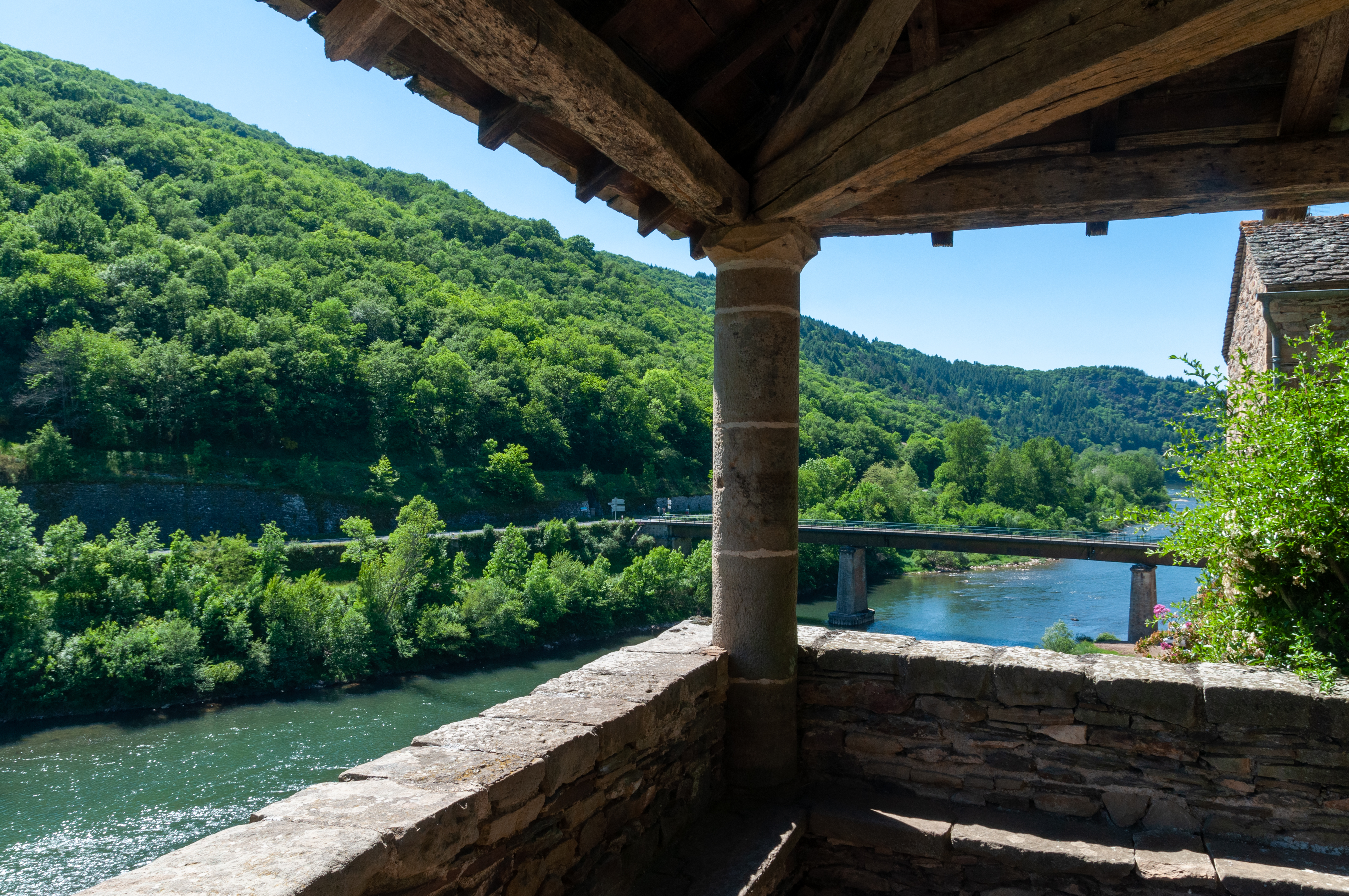
Le pont sur le Tarn vu depuis l'oratoire.